# 车前紫草属
车前紫草属（学名：Sinojohnstonia）是紫草科下的一个属，为多年生草本植物。该属共有车前紫草（Sinojohnstonia plantaginea）等3种，分布于中国四川、陕西、湖北、江西和浙江等地。